# Joseph Martin Kraus
Joseph Martin Kraus (ur. 20 czerwca 1756 w Miltenbergu, zm. 15 grudnia 1792 w Sztokholmie) – niemiecko-szwedzki kompozytor epoki klasycyzmu, zwany „szwedzkim Mozartem”, zarówno ze względu na podobieństwo muzyki obu kompozytorów, jak i na same daty urodzin i śmierci ich obu.
Kraus studiował na uniwersytecie w niemieckim mieście Erfurt. Tam duży wpływ wywarł na niego literacki styl Sturm und Drang. Jego idolem został zwłaszcza poeta Friedrich Gottlieb Klopstock. Wpływy literatury są w muzyce Krausa bardzo wyraźne. 
W latach 70., w trakcie studiów, przeniósł się do Szwecji, gdzie stworzył większość swoich dzieł.

## Wybrane dzieła
- Requiem d-moll
- Requiem dla cesarza Józefa II (zaginęło)
- miserere c-moll
- Parvum Quando D-dur
- Te Deum D-dur
- Fracto Demum Sacramento D-dur
- Proh Parvule C-dur
- Mot En Alsvoedig Magt E-dur
- Stella Coeli C-dur
- In Te Speravi Domine E-dur
- 5 symfonii orkiestrowych